# Huangshi
30°13′N 115°5′Ø / 30.217°N 115.083°Ø
Huangshi (kinesisk: 黄石; pinyin: Huángshí) er en by på præfekturniveau i provinsen Hubei i det centrale Kina. Befolkningen ansloges i 2005 	2.528.000 mennesker, heraf 689.000 i selve byen.
Huangshi ligger ved Yangtzeflodens sydøstlige bred og grænser i vest til Wuhan og i syd til naboprovinsen Jiangxi. Arealet er på 4.630 km². Landskabet er præget af små bjerge og bakker, og af en række store og små søer. Højeste bjerg er Syvtopbjerget som kommer op i 860 moh. 
Huangshis gennemsnitstemperatur er 17 °C og årlig nedbør 1.400 mm. Der er 264 frostfri dage. Det kan sne fra december til februar.

## Administrative enheder
Huangshi består af fire bydistrikter, et byamt og et amt:
- Bydistriktet Huangshigang – 黄石港区 Huángshígǎng Qū ;
- Bydistriktet Xisaishan – 西塞山区 Xīsàishān Qū ;
- Bydistriktet Xialu – 下陆区 Xiàlù Qū ;
- Bydistriktet Tieshan – 铁山区 Tiěshān Qū ;
- Byamtet Daye – 大冶市 Dàyě Shì ;
- Amtet Yangxin – 阳新县 Yángxīn Xiàn.

## Trafik
Kinas rigsvej 106 går gennem området. Den løber fra Beijing og passerer blandt andet Hengshui, Kaifeng, Ezhou og Shaoguan på sin vej ned til Guangzhou i Sydkina.